# دهستان کوه یخاب
دهستان کوه یخاب، یکی از دهستان‌های بخش کوه یخاب شهرستان عشق‌آباد در استان خراسان جنوبی ایران است. مرکز این دهستان، روستای یخاب است.

## جمعیت
بر پایه سرشماری عمومی نفوس و مسکن در سال ۱۳۹۵، جمعیت دهستان کوه یخاب برابر با ۱٬۶۰۱ نفر بوده است.